# Itthipol Yodprom
Itthipol Yodprom (thailändisch อิทธิพล ยอดพรหม, * 25. Mai 1994 in Bangkok) ist ein thailändischer Fußballspieler.

## Karriere
Itthipol Yodprom stand bis Ende 2016 beim Super Power Samut Prakan FC unter Vertrag. Wo er vorher gespielt hat, ist unbekannt. Der Verein aus Samut Prakan spielte in der ersten Liga des Landes, der Thai Premier League. 2016 absolvierte er für Super Power ein Erstligaspiel. Hier kam er im Heimspiel gegen den BBCU FC am 20. August 2016 zum Einsatz. In der 89. Minute wurde er für Anthony Moura-Komenan eingewechselt.
Seit Anfang 2017 ist Itthipol Yodprom vertrags- und vereinslos.